# Clemens Krauss
Pour les articles homonymes, voir Krauss.
Clemens Krauss, né le 31 mars 1893 à Vienne et mort le 16 mai 1954 à Mexico, est un chef d'orchestre autrichien, particulièrement associé aux œuvres de Richard Strauss.

## Biographie

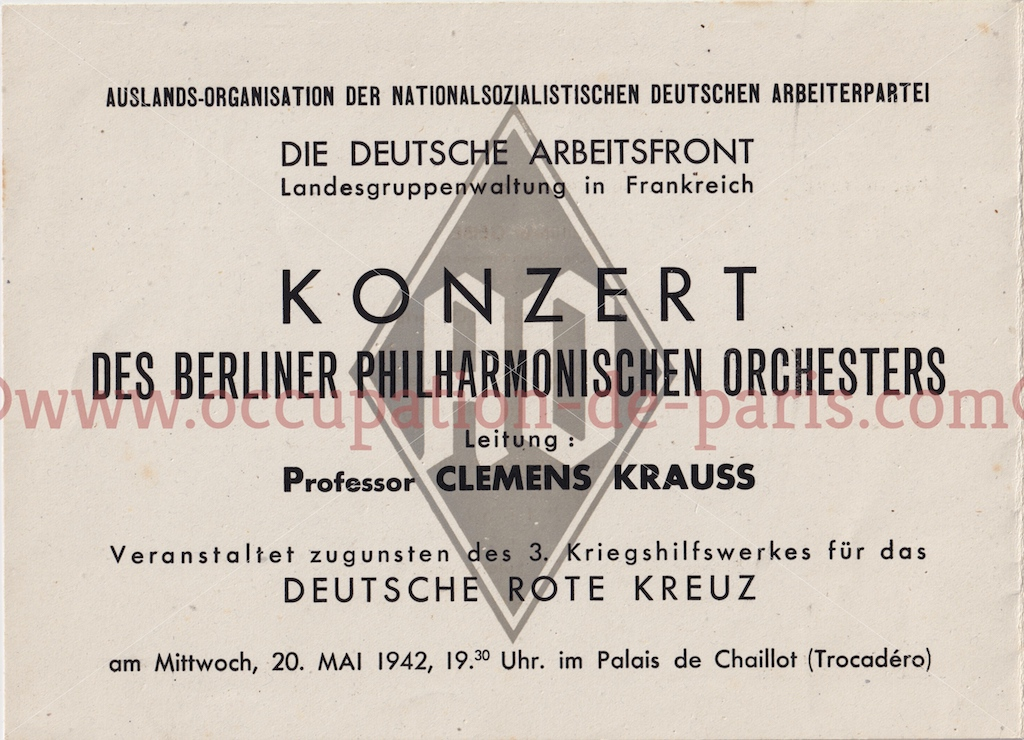

Il étudie au conservatoire de la Gesellschaft der Musikfreunde (Société des amis de la musique) de Vienne avec Grädener et Heuberger, et fait ses débuts à Brno en 1913, avec Zar und Zimmermann. 
Il dirige alors à Riga (1913-14), Nuremberg (1915-16), Stettin (1916-21), puis devient assistant de Franz Schalk à Vienne (1922-24). Il est ensuite nommé intendant de l'Opéra de Francfort (1924-29), puis directeur musical de l'Opéra de Vienne (1929-34). Il occupe le même poste durant la période nazie à Berlin (1935-36), avant d'être nommé directeur général de l'Opéra d'État de Bavière à Munich (1937-44).
Le 31 décembre 1939, il dirige, dans la grande salle du Musikverein de Vienne, le premier concert Strauss exceptionnel de l'orchestre philharmonique de Vienne. Le concert suivant aura lieu le 1er janvier 1941 et deviendra le premier Concert du nouvel an de Vienne. Krauss dirigera ce concert chaque 1er janvier jusqu'en 1945 puis de 1948 à 1954. 
Après la guerre, il réorganise le Mozarteum de Salzbourg et enseigne à la Musikhochschule de Vienne à partir de 1947, puis revient à l'Opéra de Vienne (1950-54). 
Ami intime de Richard Strauss, il dirige plusieurs de ses créations, notamment Arabella à Dresde en 1933 (en remplacement de Fritz Busch qui a choisi l'exil pour des raisons politiques), Friedenstag à Munich en 1938, Capriccio à Munich en 1942 (il est le coauteur du livret), puis Die Liebe der Danae à Salzbourg en 1952. 
Outre Strauss, il dirige les opéras de Wolfgang Amadeus Mozart à Salzbourg, et de Richard Wagner à Bayreuth, tout en défendant l'opérette viennoise. Il parait comme chef invité à Paris et Londres.
Il était marié à la soprano Viorica Ursuleac, considérée comme la plus grande Maréchale de son temps[réf. nécessaire].